# Ash Fork
Ash Fork é uma Região censo-designada localizada no estado americano de Arizona, no Condado de Yavapai.

## Demografia
Segundo o censo americano de 2000, a sua população era de 457 habitantes.

## Geografia
De acordo com o United States Census Bureau tem uma área de 
5,9 km², dos quais 5,9 km² cobertos por terra e 0,0 km² cobertos por água. Ash Fork localiza-se a aproximadamente 1566 m acima do nível do mar.

## Localidades na vizinhança
O diagrama seguinte representa as localidades num raio de 56 km ao redor de Ash Fork. 